# Thiết kế thời trang

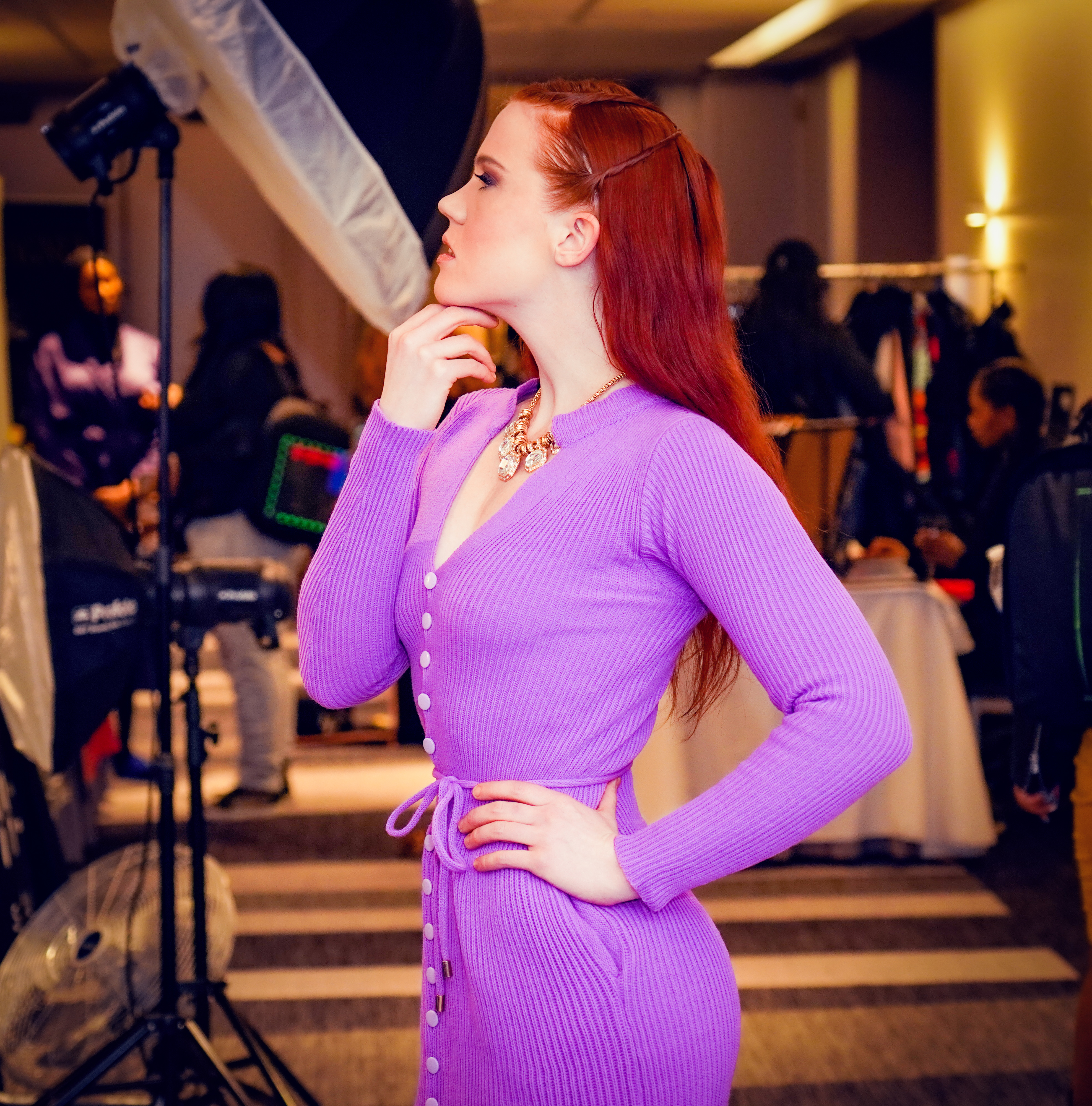
Một nhà thiết kế thời trang

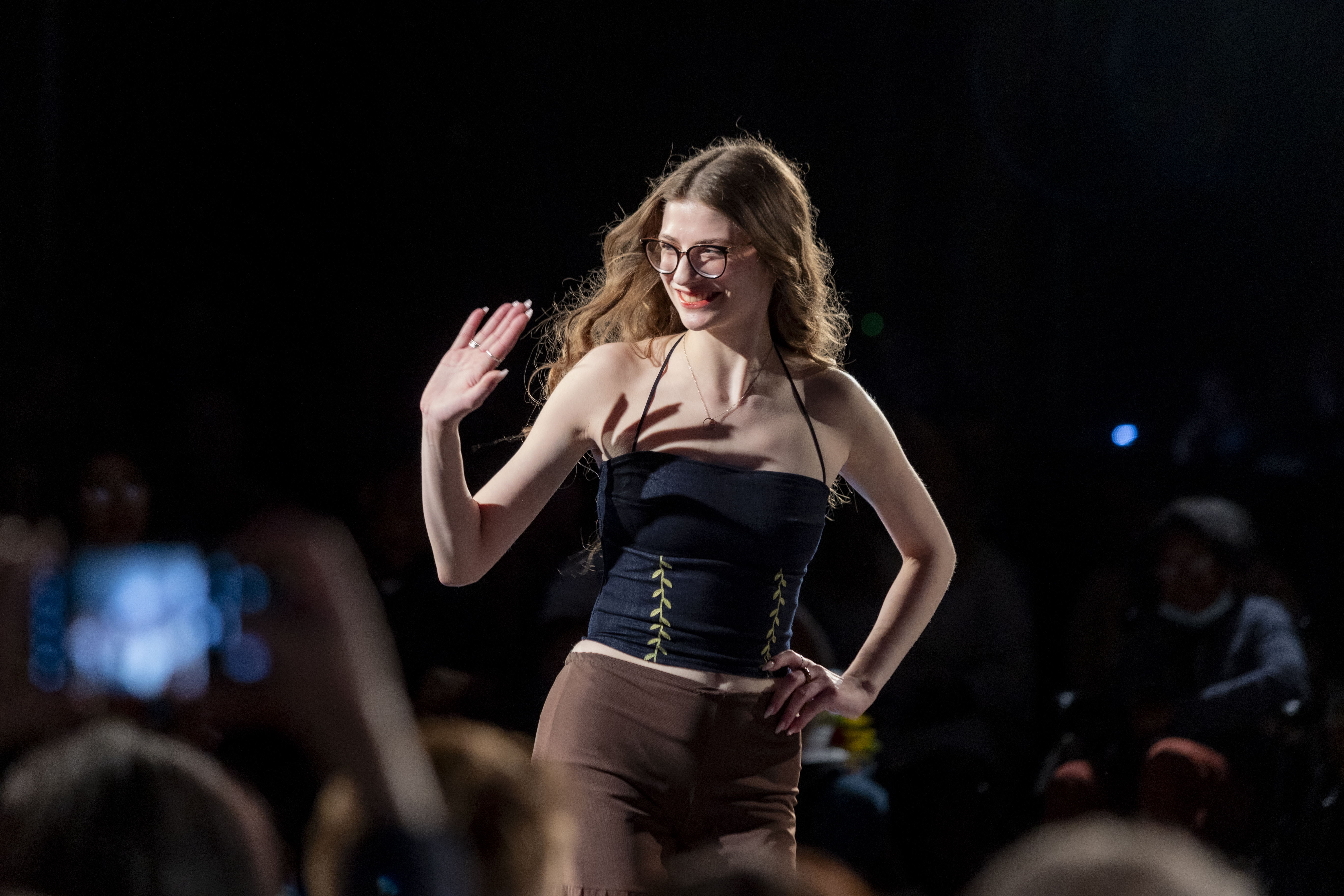
Trình diễn thiết kế thời trang

Thiết kế thời trang (Fashion design) là nghệ thuật ứng dụng thiết kế, thẩm mỹ, kết cấu quần áo và vẻ đẹp tự nhiên để áp dụng vào trang phục quần áo và phụ kiện thời trang các loại. Thiết kế thời trang chịu ảnh hưởng của văn hóa và các xu hướng khác nhau và đã thay đổi theo thời gian và địa điểm. "Một nhà thiết kế thời trang tạo ra quần áo, bao gồm váy, bộ đồ, quần và váy ngắn, và các phụ kiện như giày dép và túi xách, cho người tiêu dùng. Họ có thể chuyên về thiết kế quần áo, phụ kiện hoặc trang sức, hoặc có thể làm việc trong nhiều lĩnh vực này". 

## Đại cương
Công việc thiết kế thời trang được những nhà thiết kế thời trang đảm nhiệm thực hiện theo nhiều cách khác nhau khi thiết kế các sản phẩm và phụ kiện kèm theo như nhẫn, vòng tay, vòng cổ, hoa tai và quần áo. Do thời gian cần thiết để đưa một sản phẩm ra thị trường, các nhà thiết kế phải dự đoán những thay đổi trong mong muốn của người tiêu dùng (xu hướng thời trang). Các nhà thiết kế thời trang chịu trách nhiệm tạo ra diện mạo cho từng sản phẩm may mặc, bao gồm hình dáng, màu sắc, vải, đường cắt. Thiết kế trang phục bao gồm các thành phần "màu sắc, kết cấu, không gian, đường nét, hoa văn, hình bóng, hình dạng, tỷ lệ, sự cân bằng, điểm nhấn, nhịp điệu và sự hài hòa". Tất cả các yếu tố này kết hợp với nhau để thiết kế một sản phẩm may mặc bằng cách tạo ra sự hấp dẫn trực quan cho người tiêu dùng. Các nhà thiết kế thời trang làm việc theo nhiều cách khác nhau, một số bắt đầu bằng hình ảnh trong đầu và sau đó chuyển sang vẽ trên giấy hoặc trên máy tính, trong khi những người khác đi thẳng vào việc phủ vải lên một hình nộm, còn được gọi là ma-nơ-canh. 
Quy trình thiết kế là duy nhất đối với nhà thiết kế và thật thú vị khi thấy các bước khác nhau diễn ra trong quy trình này. Thiết kế một sản phẩm may mặc bắt đầu bằng họa tiết may vá. Quy trình bắt đầu bằng việc tạo ra một đường dốc hoặc mẫu cơ bản. Đường dốc sẽ phù hợp với kích thước của người mẫu mà nhà thiết kế đang làm việc hoặc có thể tạo ra một cơ bản bằng cách sử dụng biểu đồ kích thước tiêu chuẩn. Ba thao tác chính trong quá trình tạo mẫu bao gồm thao tác phi tiêu, tạo đường viền và thêm độ đầy đặn. Nhà thiết kế có thể chọn làm việc với một số ứng dụng nhất định có thể giúp kết nối tất cả các ý tưởng của họ lại với nhau và mở rộng suy nghĩ của họ để tạo ra một thiết kế gắn kết. Khi nhà thiết kế hoàn toàn hài lòng với độ vừa vặn của toile (hoặc vải mỏng), họ sẽ tham khảo ý kiến của một nhà tạo mẫu chuyên nghiệp, người sau đó sẽ tạo ra phiên bản hoàn thiện, có thể sử dụng được của họa tiết đó bằng giấy hoặc bằng chương trình máy tính. Cuối cùng, một mẫu trang phục được tạo ra và thử nghiệm trên người mẫu để đảm bảo rằng đó là trang phục có thể mặc được. Thiết kế thời trang mang tính biểu cảm, các nhà thiết kế tạo ra tác phẩm nghệ thuật có thể có chức năng hoặc không có chức năng.